# Sergio Vázquez (futbolista uruguayo)
Sergio Marcelo Vázquez Robledo (Trinidad, Flores, Uruguay, 14 de octubre de 1972) es un exfutbolista uruguayo que jugó como mediocampista. Ha militado en diversos clubes de Uruguay, México y Chile. En este último país mencionado, fue donde mejor se consolidó, porque jugó en 3 clubes distintos y esos clubes fueron Deportes Antofagasta, Deportes Temuco y Rangers (en este último club, en 2 ciclos distintos y fue además, el club donde puso fin a su carrera futbolística).

## Clubes
| Club                 | País    | Año       |
| -------------------- | ------- | --------- |
| Montevideo Wanderers | Uruguay | 1989-1994 |
| Deportes Temuco      | Chile   | 1994      |
| Rangers              | Chile   | 1995      |
| Deportes Antofagasta | Chile   | 1996      |
| Necaxa               | México  | 1997-1998 |
| Tigres UANL          | México  | 1999-2000 |
| Puebla               | México  | 2001-2003 |
| Nacional             | Uruguay | 2003      |
| Rangers              | Chile   | 2004-2005 |